# Tipus psicològics
Tipus psicològics (en alemany, Psychologische Typen) és una obra de Carl Gustav Jung publicada inicialment per Rascher Verlag, Zúric, el 1921. Es correspon al sisè volum de la seva Obra completa. En ella desenvolupa les seves idees sobre l'existència de dues «actituds» (extraversió/introversió) i quatre «funcions» (pensament/sentiment i sensació/intuïció), i es refereix per primera vegada al si-mateix com a objectiu del desenvolupament psíquic.

## Resum
En l'obra, Jung classifica a les persones en tipus primaris d'acord amb les funcions psicològiques. Va proposar l'existència de quatre funcions principals de la consciència, dues d'elles funcions perceptives, també anomenades irracionals: sensació i intuïció, i les altres dues funcions jutjadores, també anomenades racionals: pensament i sentiment. Les funcions són modificades per dues actituds principals: introversió i extraversió.
De les quatre, existeix el predomini d'una d'elles per una predisposició natural, definida com a funció principal o superior, mentre les altres resten a nivell inconscient. Dues d'elles, denominades funcions auxiliars, estan relativament diferenciades, mentre que la tercera, la funció de menor valor o inferior, es caracteritzaria per quedar totalment inconscient, podent-se diferenciar només de manera relativa, i es constitueix com la funció oposada a la principal. Aquest antagonisme inclouria la seva corresponent compensació.

### Vuit tipus psicològics
De la combinació de les quatre funcions i les dues actituds proposades sorgeixen vuit tipus psicològics bàsics, cadascun amb unes característiques d'una personalitat diferent. Quan un individu mostra predilecció per un tipus psicològic, s'estableix aquest tipus predilecte com el predominant, mentre que els altres coexisteixen amb el principal i, generalment, romanen menys definits.
Els vuit tipus psicològics són classificats i podrien ser descrits breument de la manera següent:
- Pensament introvertit: Es formulen preguntes i tracten de comprendre el seu propi ésser. S'aparten, per a això, al regne de les seves idees.
- Pensament extravertit: Es regeixen a si mateixes i als altres segons regles i principis fixos. Els interessa més la realitat que els fets materials.
- Sentiment introvertit: Són inaccessibles a la resta de la gent, tot i que donen, no obstant això, una impressió d'autonomia i d'harmonia. Solen apassionar-se per la música i la poesia.
- Sentiment extravertit: Són convencionals, ben adaptats a la seva època i el seu mitjà, els interessa l'èxit personal i social. Són volubles i s'acomoden a les modes.
- Sensació Introvertida: Es nodreixen de les seves impressions sensorials i viuen immersos en les seves sensacions internes. Sovint són modestos i callats.
- Sensació extravertida: Els interessen els fenòmens externs, són pràctics, entossudits i accepten el món tal com és.
- intuïció introvertida: Són somiadors, es lliuren a les seves visions internes. S'obstinen a transmetre una experiència esotèrica singular.
- intuïció extravertida: La seva intuïció els fa tenir 'olfacte' per a qualsevol novetat. Solen solucionar disputes i ser líders carismàtics.

## Abast de la teoria

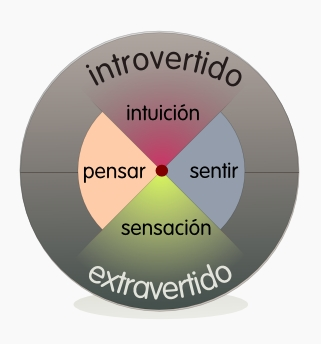
Exemple concret d'una tipologia (Introvertit Intuïció o INTJ / INFJ).

A partir de la teoria dels tipus psicològics proposada per Carl Jung es desenvolupa més tard l'Indicador Myers-Briggs que compta amb setze combinacions tipològiques i representen un aprofundiment als vuit proposats per Jung, de manera que cada tipus psicològic compte ara amb dues definicions més. Per aconseguir aquesta amplificació s'han afegit a cada tipus una dimensió addicional anomenada estil de vida que assigna una funció auxiliar a cada tipus psicològic, de manera que ara es divideix en dos grans grups:
- Pensament introvertit pot ser INTP o ISTP.
- Pensament extravertit pot ser ENTJ o ESTJ.
- Sentiment introvertit pot ser INFP o ISFP.
- Sentiment extravertit pot ser ENFJ o ESFJ.
- Sensació introvertida pot ser ISTJ o ISFJ.
- Sensació extravertida pot ser ESTP o ESFP.
- intuïció introvertida pot ser INTJ o INFJ.
- intuïció extravertida pot ser ENTP o ENFP.